# 7800° Fahrenheit
„7800° Fahrenheit“ е вторият студиен албум на американската рок група Бон Джоуви, издаден през 1985 г. Продаден е в повече от 1 милион копия. На обложката му за пръв път се появява класическото лого на Бон Джоуви, използвано в „Slippery When Wet“, „New Jersey“, „Keep The Faith“, „Crossroad“, „These Days“ и „Fields Of Fire“.

## Траклист
1. In And Out Of Love – 04:26
2. The Price Of Love – 04:13
3. Only Lonely – 05:00
4. King Of The Mountain – 03:52
5. Silent Night – 05:06
6. Tokyo Road – 05:40
7. The Hardest Part Is The Night – 04:25
8. Always Run To You – 04:59
9. (I Don't Wanna Fall) To The Fire – 04:27
10. Secret Dreams – 04:54